# 레오노르 안드라드
레오노르 안드라드(Leonor Andrade, 1994년 9월 13일 ~ )는 포르투갈의 가수, 배우이다.